# Rhopalozetes witfonteinensis
Rhopalozetes witfonteinensis är en kvalsterart som beskrevs av Engelbrecht 1972. Rhopalozetes witfonteinensis ingår i släktet Rhopalozetes och familjen Microzetidae. Inga underarter finns listade i Catalogue of Life.